# Жерману Фігейреду
Жерману ді Фігейреду (порт. Germano de Figueiredo, 23 грудня 1932, Лісабон — 14 липня 2004, Оейраш) — португальський футболіст, що грав на позиції центрального захисника.
Виступав, зокрема, за «Бенфіку», а також національну збірну Португалії, у складі якої — бронзовий призер чемпіонату світу 1966 року.
Чотириразовий чемпіон Португалії. Дворазовий володар Кубка Португалії. Дворазовий володар Кубка чемпіонів УЄФА.

## Клубна кар'єра
У дорослому футболі дебютував 1951 року виступами за команду лісабонського «Атлетіку», в якій провів дев'ять сезонів. 
1960 року перейшов до «Бенфіки», яка була на той час лідером не лише португальського, але й європейського футболу. Відіграв за лісабонський клуб наступні шість сезонів своєї ігрової кар'єри. За цей час чотири рази виборював титул чемпіона Португалії, двічі ставав володарем Кубка чемпіонів УЄФА.
Завершив професійну ігрову кар'єру у клубі «Салгейруш», за команду якого виступав протягом 1966—1967 років.
Помер 14 липня 2004 року на 72-му році життя.

## Виступи за збірну
1953 року дебютував в офіційних матчах у складі національної збірної Португалії. Протягом кар'єри у національній команді, яка тривала 14 років, провів у формі головної команди країни 24 матчі.
У складі збірної був учасником чемпіонату світу 1966 року в Англії, на якому команда здобула бронзові нагороди, а сам гравець виходив на поле в одній грі групового етапу.

## Титули і досягнення
- Чемпіон Португалії (4):

«Бенфіка»: 1960-1961, 1962-1963, 1963-1964, 1964-1965
- Володар Кубка Португалії (2):

«Бенфіка»: 1961-1962, 1963-1964
- Володар Кубка чемпіонів УЄФА (2):

«Бенфіка»: 1960-1961, 1961-1962
- Бронзовий призер чемпіонату світу: 1966